# Koutchéen
Le koutchéen, que l'on appelle aussi le tokharien B ou tokharien occidental, est une langue morte qui fut parlée jusqu'à la fin du Ier millénaire apr. J.-C. dans la région de Koutcha, dans le bassin du Tarim, actuellement la province du Xinjiang, à l'ouest de la Chine. On la parlait également plus à l'est, dans les régions de Karachahr et de Tourfan, où elle coexistait avec l'agnéen, ou tokharien A, qui lui est étroitement apparenté. Le koutchéen et l'agnéen forment ensemble la branche tokharienne des langues indo-européennes.

## Documents
On a retrouvé environ 10 000 manuscrits ou fragments de manuscrit avec un texte en koutchéen. La plupart de ces textes sont d'inspiration bouddhistes. Il y a aussi des documents administratifs, économiques et juridiques, des textes médicaux ou magiques et un poème d'amour (cité dans l'article civilisation koutchéenne). Au pied d'une ancienne tour de garde, près de Koutcha, Paul Pelliot a trouvé une centaine de laissez-passer de caravanes en koutchéen. De la région de Tourfan, proviennent des fragments de manuels de sanskrit à l'usage des koutchéanophones.
Tous ces documents datent de la seconde moitié du Ier millénaire.
Le royaume de Koutcha ayant été le plus important état du bassin du Tarim, Il avait donc naturellement à sa langue un certain rayonnement. On sait que les Sogdiens bouddhistes, dans la région de Samarcande, lisaient des traductions de textes koutchéens. Au cours du VIIIe siècle, l'Église manichéenne orientale installa son siège à Tourfan et adopta la langue koutchéenne mais en la notant avec sa propre écriture, dérivée de l'alphabet syriaque (les Tokhariens utilisaient habituellement une écriture d'origine indienne, la brāhmī). On connaît un hymne à Mani et un autre à Jésus, qui furent rédigés en koutchéen avec cette écriture.

## Morphologie nominale
Le koutchéen connaît le masculin et le féminin. Le neutre, autrefois commun à toutes les langues indo-européennes, a presque disparu : comme pour le roumain, les anciens substantifs neutres sont devenus masculins au singulier et féminins au pluriel. Seuls les pronoms démonstratifs ont conservé des formes neutres, à côté de leurs formes masculines et féminines.
En ce qui concerne le nombre, le koutchéen connaît le singulier, le pluriel, le pariel (utilisé pour deux objets formant des paires naturelles : ek « œil », eśane ou eśne « les deux yeux »), le duel (utilisé pour deux objets formant des paires occasionnelles), ainsi que le pluratif, qui permet d'individualiser les éléments d'un ensemble. Le pluratif de ost « maison » est ostuwaiwenta « des maisons, prises une par une ».
Il existe quatre cas primaires, illustrés ici avec le singulier de eṅkwe « homme » :
1. nominatif : eṅkwe (le terme « homme » est utilisé comme sujet) ;
2. vocatif : eṅkwa (« homme ! ») ;
3. oblique, qui correspond à l'accusatif : eṅkwen (le terme « homme » est utilisé comme complément d'objet) ;
4. génitif : eṅkwentse (« d'un homme »).

À un substantif au cas oblique, on ajoute des suffixes pour former six cas secondaires:
1. perlatif : eṅkwentsa (« sur un homme »). Ce cas sert à décrire un contact « à la surface » ou « au bord » d'un objet, au contraire du locatif, qui exprime une présence à l'intérieur d'un objet. Il a aussi une signification temporelle : pour dire « durant telle année », on utilise le perlatif. Enfin, le suffixe -sa peut se traduire par « au moyen de ».
2. comitatif : eṅkwenmpa (« en compagnie d'un homme »).
3. causal. Peu utilisé.
4. allatif : eṅkwenśc (« vers, à un homme »).
5. ablatif : eṅkwenmen (« à partir de, en quittant un homme »). Le suffixe -men se traduit aussi par « hormis, excepté ».
6. locatif : eṅkwenne (« dans un homme »).

La désinence d'oblique -n ne s'applique qu'à des substantifs désignant des êtres humains, avec une seule exception : l'oblique de ku « chien  » est kwen. Il existe d'autres désinences, et parfois, l'oblique n'est pas distingué du nominatif : l'oblique de yakwe « cheval » est yakwe.
Les formes du pluriel de « homme » sont identiques à celles du singulier à tous les cas, sauf au nominatif (eṅkwi « hommes ») et au génitif (eṅkwents).
En koutchéen comme en français, les adjectifs s'accordent avec les substantifs qu'ils déterminent. Cela permet de savoir si un substantif est masculin ou féminin. En français, c'est plutôt le genre de l'article accompagnant un substantif qui permet de connaître le genre de celui-ci (on dit le bateau et non pas la bateau, donc bateau est masculin), mais en koutchéen, il n'existe pas d'article. On sait donc que olyi « bateau » est féminin parce qu'il faut écrire orotstsa olyi « grande bateau » au lieu de orotstse olyi « grand bateau ». Dans les documents koutchéens, les substantifs n'étant pas toujours accompagnés par des adjectifs, on ignore le genre de certains (c'est par exemple le cas de ost « maison »).
Il existe quatre classes flexionnelles d'adjectifs, qui se distinguent par leurs formes de nominatif et d'oblique pluriel au masculin. Voici comment s'effectue la flexion de orotstse « grand », adjectif de la classe I (c se prononce toujours tch) :
|           |           | Masculin    | Féminin       |
| Singulier | Nominatif | orotstse    | orotstsa      |
| Singulier | Génitif   | oroccepi    | ?             |
| Singulier | Oblique   | orocce      | orotstsai     |
| Pluriel   | Nominatif | orocci      | orotstsana    |
| Pluriel   | Génitif   | orotstsents | orotstsanants |
| Pluriel   | Oblique   | oroccen     | orotstsana    |

Le terme orotstse n'est pas séparable en deux parties distinctes, mais il existe un suffixe -tstse, se traduisant par « pourvu de, possédant », qui donne un adjectif quand il est ajouté à un substantif : kokale « char » devient kokaletstse « pourvu d'un char ». On peut aussi transformer un substantif en un adjectif en lui adjoignant le suffixe -ṣṣe « consistant en, constitué de» (ṣ se prononce toujours sh): kärweñe « pierre » devient kärweñeṣṣe « constitué de pierres, pierreux » . C'est un procédé de transformation très courant.
Un autre moyen de connaître le genre d'un substantif est de le trouver en compagnie d'un pronom démonstratif. Voici comment s'effectue la flexion du pronom se « ce, ceci ; celui-ci ». Le neutre n'est distingué qu'au singulier :
|           |           | Masculin | Féminin | Neutre |
| Singulier | Nominatif | se       | sā      | te     |
| Singulier | Génitif   | cwi, cpi | tāy     | tentse |
| Singulier | Oblique   | ce       | tā      | te     |
| Pluriel   | Nominatif | cai, cey | toy     |        |
| Pluriel   | Génitif   | cents    | tonts   |        |
| Pluriel   | Oblique   | cen      | toy     |        |

Ainsi, « ce grand bateau » se traduira au nominatif par sā orotstsa olyi. Pour dire « il traverse la mer avec (au moyen de) ce grand bateau », on prend ce groupe nominal en mettant tous ses mots à l'oblique et lui adjoignant le suffixe du perlatif -sa. Cela donne : su tā orotstsai olyisa lyam kätkāṣtär (le terme lyam « mer » est à l'oblique, qui est pour ce terme, comme pour olyi, identique au nominatif).

## Morphologie verbale
En français, les verbes sont mis à la voix passive sans avoir de conjugaison propre. On utilise pour cela l'auxiliaire être : « ce livre est acheté par...». Dans certaines langues anciennes, comme le sanskrit, il existe une conjugaison passive, à côté de la conjugaison active. On trouve même une troisième voix, la voix moyenne. En sanskrit, le moyen exprime en général des actions que l'agent effectue pour lui-même, dans son propre intérêt : yajati « il fait un sacrifice (pour un autre) », yajate « il fait un sacrifice (pour lui-même), il se fait un sacrifice ». On voit que le moyen est rendu en français par la forme pronominale: « je m'achète un livre », etc. En sanskrit, le moyen est aussi employé avec la valeur du passif.
Telle était la valeur du moyen en indo-européen commun. Cette langue, mère de toutes les langues indo-européennes, ne connaissait que l'actif et le moyen. Le koutchéen a conservé cette situation. Il n'y a pas de passif, mais le moyen, utilisé comme en sanskrit, est apte à le remplacer. Il arrive aussi qu'un verbe soit conjugué au moyen mais avec un sens actif. Les formes nominales du verbe (participe prétérit, infinitif et gérondif) sont indifférentes à la voixet sont employées aussi bien en valeur passive qu'active. Au participe présent, il existe un suffixe moyen (-mane) à côté du suffixe actif (-ñca), mais la valeur passive du participe présent moyen est très rare.
Les verbes peuvent être conjugués au singulier et au pluriel. Le duel existe mais est rare. Les modes utilisés sont l'indicatif, le subjonctif, l'optatif et l'impératif (grammaire), avec les valeurs que nous leur connaissons. L'indicatif se scinde en trois temps, le présent (linguistique), l'imparfait et le prétérit. Le subjonctif possède une valeur de futur, ce qui est un trait archaïque du koutchéen.
Pour conjuguer un verbe, il faut connaître sa classe de présent, de subjonctif et de prétérit. Il existe 12 classes de présent, 11 classes de subjonctif et 6 classes de prétérit. Par exemple, le présent du verbe «parler» étant de la classe IX, on ajoute à sa racine -we l'affixe -sk-, plus une voyelle dite thématique qui est ä ou e selon la personne et le nombre. Pour la première personne du pluriel, comme cette voyelle est e, on obtient weske-. Là-dessus, si l'on ajoute la désinence de la première personne du pluriel du présent actif, qui est -m, cela donne : weskem « nous parlons ». Il existe des pronoms personnels (c'est un pronom démonstratif, su, qui joue le rôle du pronom personnel « il »), mais leur usage est facultatif. Le koutchéen possède quatre séries de désinences :
1. Les désinences d'indicatif présent et de subjonctif.
2. Les désinences d'optatif et d'imparfait.
3. Les désinences de prétérit.
4. Les désinences d'impératif.

Chaque série existe en une version active et une version moyenne.
Cette manière de conjuguer est familière au locuteur du grec ancien, mais la ressemblance va étonnamment loin. La voyelle thématique se répartit, selon la personne et le nombre, de la manière suivante en grec et en koutchéen :
|           |              | Grec | Koutchéen |
| Singulier | 1re personne | o    | e         |
| Singulier | 2e personne  | ε    | ä         |
| Singulier | 3e personne  | ε    | ä         |
| Pluriel   | 1re personne | o    | e         |
| Pluriel   | 2e personne  | ε    | ä         |
| Pluriel   | 3e personne  | o    | e         |

Les équations o = e et ε = ä apparaissent de manière évidente. La répartition du grec ε/o est semblable à celle du koutchéen ä/e. Un tel fait ne peut s'expliquer que par l'origine commune des morphologies verbales grecque et koutchéenne. La voyelle ä a tendance à disparaître et à palataliser la consonne précédente : on ne dit pas *weskän « il parle », mais weṣṣän.
Certains verbes peuvent avoir plusieurs classes de présent ou de subjonctif. C'est le cas de kätk- «traverser», cité plus haut. Au présent, il est à la classe VI (kätknā-, sans voyelle thématique), à la classe VII (kättänk-, avec un infixe -än-, également athématique) ou à la classe IX (kätkāsk-ä/e-, d'où kätkāṣtär «il traverse», au moyen).
Voici la conjugaison complète du verbe yām- «faire» à l'actif :
|           |              | Présent                | Imparfait              | Subjonctif     | Optatif        | Prétérit            | Impératif |
|           |              | Classe IX: yāmäsk-ä/e- | Classe IX: yāmäsk-ä/e- | Classe I: yām- | Classe I: yām- | Classe IV: yāmäṣṣa- | pyām-     |
| Singulier | 1re personne | yamaskau               | yamaṣṣim               | yāmu           | yamīm          | yamaṣṣawa           | pyām      |
| Singulier | 2e personne  | yamast                 | yamaṣṣit               | yāmt           | yamīt          | yamaṣṣasta          | pyām      |
| Singulier | 3e personne  | yamaṣṣän               | yamaṣṣi                | yāmän          | yāmi           | yamaṣṣa             | pyām      |
| Pluriel   | 1re personne | yamaskem               | yamaṣṣiyem             | yamem          | yamiyem        | yamaṣṣam            | pyāmtso   |
| Pluriel   | 2e personne  | yamaścer               | yamaṣṣicer             | yāmcer         | yamīcer        | yamaṣṣaso           | pyāmtso   |
| Pluriel   | 3e personne  | yamasken               | yamaṣyen               | yāmen          | yamiyen        | yamaṣṣare           | pyāmtso   |

Et au moyen:
|           |              | Présent                | Imparfait              | Subjonctif     | Optatif        | Prétérit            | Impératif |
|           |              | Classe IX: yāmäsk-ä/e- | Classe IX: yāmäsk-ä/e- | Classe I: yām- | Classe I: yām- | Classe IV: yāmäṣṣa- | pyām-     |
| Singulier | 1re personne | yamaskemar             | yamaṣṣimar             | yāmmar         | yamīmar        | yamaṣṣamai          | pyāmtsar  |
| Singulier | 2e personne  | yamasketar             | yamaṣṣitar             | yāmtar         | yamītar        | yamaṣṣatai          | pyāmtsar  |
| Singulier | 3e personne  | yamastär               | yamaṣṣitär             | yāmtär         | yāmitär        | yamaṣṣate           | pyāmtsar  |
| Pluriel   | 1re personne | yamaskemtär            | yamaṣṣiyemtär          | yamamtär       | yamīyemtär     | yamaṣṣamte          | pyāmtsat  |
| Pluriel   | 2e personne  | yamastär               | yamaṣṣitär             | yāmtär         | yamītär        | yamaṣṣat            | pyāmtsat  |
| Pluriel   | 3e personne  | yamaskentär            | yamaṣṣiyentär          | yāmantär       | yamiyentär     | yamaṣṣante          | pyāmtsat  |

Le participe présent est yamaṣṣeñca à l'actif et yamaskemane au moyen. Sur le participe prétérit yāmo-, on peut construire un substantif comme yāmor « le fait de faire, l'acte ». Les Koutchéens l'ont utilisé pour traduire le sanskrit karma « acte ». L'infini est toujours construit sur le thème du subjonctif : yāmtsi.
À cela s'ajoutent deux gérondifs, yamaṣṣälle « devant faire », construit sur le thème du présent, et yamalle « pouvant faire », construit sur le thème du subjonctif. Ils rendent superflus les verbes « devoir » et « pouvoir » (lequel existe cependant): « il doit faire » se dit yamaṣṣälle ste « il est devant faire ».
Le participe prétérit se comporte comme un adjectif de la classe IV :
|           |           | Masculin  | Féminin   |
| Singulier | Nominatif | yāmu      | yāmusa    |
| Singulier | Génitif   | yāmoṣepi  | ?         |
| Singulier | Oblique   | yāmoṣ     | yāmusai   |
| Pluriel   | Nominatif | yāmoṣ     | yāmuwa    |
| Pluriel   | Génitif   | yāmoṣānts | yāmuwants |
| Pluriel   | Oblique   | yāmoṣän   | yāmuwa    |

## Lexique
Ce lexique comprend des mots dont l'étymologie est claire. Ce n'est pas le cas, par exemple, du verbe yām- ci-dessus.
- anāsk- « respirer », grec anemos « respiration, vent », latin animus « esprit, âme », vieil irlandais ana « respiration », gotique uzanan « exhaler ».
- kā « pourquoi ? », latin quā « comment ? ».
- ken « terre », vieil irlandais du, latin humus < *homus, vieux slavon zemlja, albanais dhe, lituanien zeme.
- kokale « char, chariot », grec kuklos « cercle, roue », sanskrit cakra- « cercle, roue », vieil anglais hweol « roue ».
- ñuwe « nouveau », latin novus, grec néos, sanskrit nava-, hittite newa-.
- procer « frère », latin frater, vieux perse brātar, vieux prussien broti.
- ru- « ouvrir », latin rus « campagne », vieil irlandais roe « champ, pays ouvert », avestique ravah- « espace ouvert », anglais room « place, espace ; lieu ; chambre ».
- śu- « manger », lituanien ziaunos « mâchoires », vieux slavon zvati « mâcher », anglais chew « mâcher ».
- yente « vent », latin ventus, anglais wind, hittite hwant-, sanskrit vāta-.
- iriye « ovin mâle, bélier », grec aren « agneau », arménien garn « agneau », sanskrit uran- « mouton, bélier».